# Muğancıq Müslüm
Muğancıq Müslüm è un comune dell'Azerbaigian situato nel distretto di Şərur.